# Ollastra
Ollastra é uma comuna italiana da região da Sardenha, província de Oristano, com cerca de 1.276 habitantes. Estende-se por uma área de 21 km², tendo uma densidade populacional de 61 hab/km². Faz fronteira com Fordongianus, Siapiccia, Simaxis, Villanova Truschedu, Zerfaliu.